# Chiesa dei Santi Pietro e Paolo (Palermo)
La chiesa dei Santi Pietro e Paolo è un luogo di culto di Palermo.

## Storia
La chiesa, costruita su progetto di Domenico Marvuglia, è stata dal 1880 al 1940 cappella del vicino monastero benedettino; dal 1941, essendosi ridotto il numero delle monache, è stata ceduta all'arcidiocesi, divenendo parrocchia.

## Descrizione

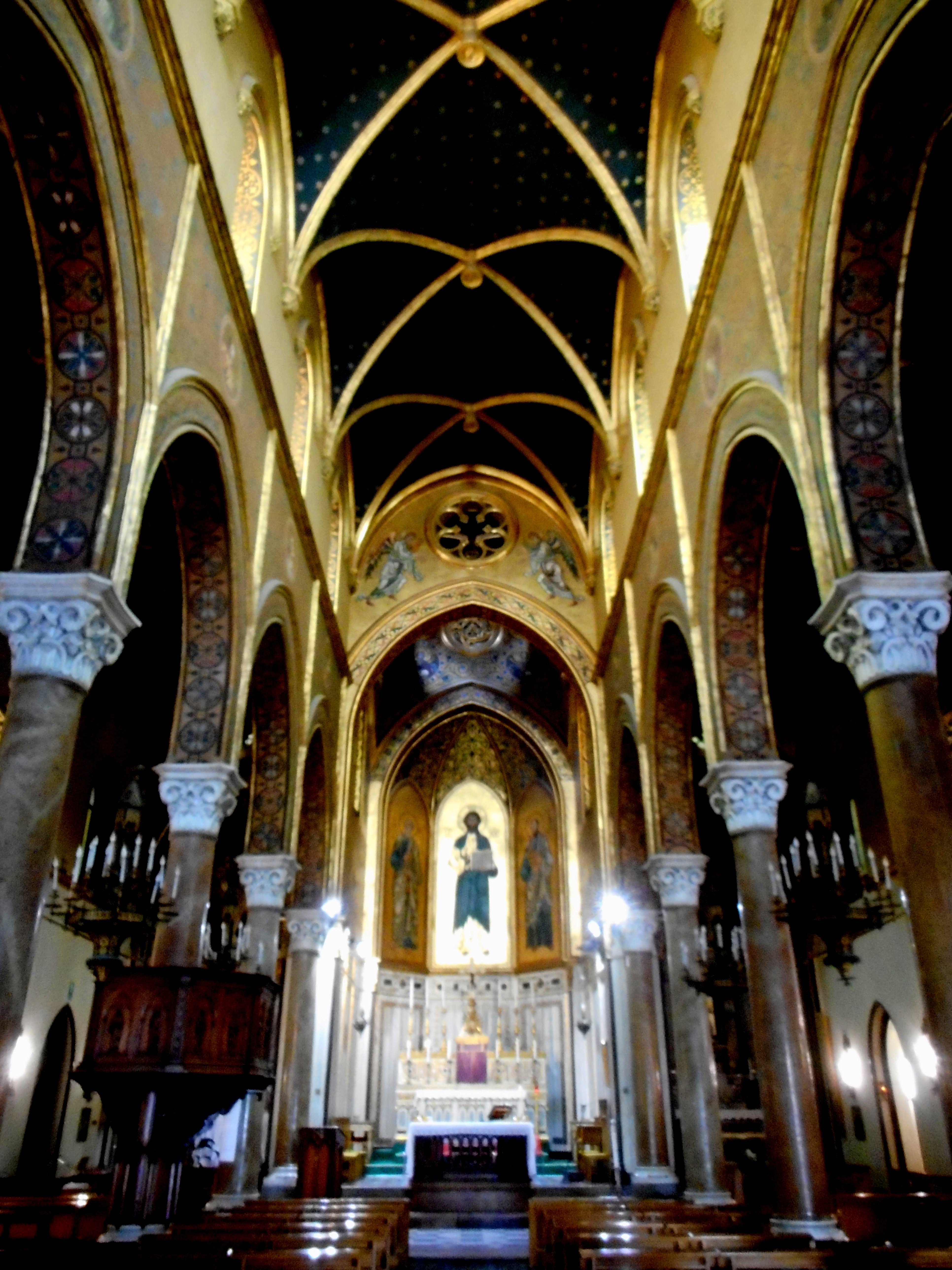
Interno della chiesa

La facciata comprende tre ingressi ad archi a sesto acuto in stile neoromanico.
Gli interni si rifanno interamente alla tardo-gotica chiesa della Catena.
L'altare centrale e quelli laterali sono stati decorati fin dalla costruzione dal pittore G. La Manna. Quivi sono raffigurati: al centro san Pietro, Gesù, san Paolo; a sinistra Davide, i profeti Geremia ed Ezechiele; a destra Isaia, Daniele e Salomone; in alto l'arcangelo Gabriele e l'arcangelo Michele. L'altare sinistro è dedicato a san Benedetto da Norcia; in alto troviamo le sante siciliane santa Cristina di Bolsena, sant'Oliva di Palermo, santa Rosalia, santa Ninfa e sant'Agata. L'altare destro è infine dedicato alla Madonna del Perpetuo Soccorso; in alto troviamo sant'Anna, san Gioacchino, Giovanni Battista, sant'Elisabetta e san Giuseppe.
Percorrendo la navata laterale sinistra si può trova l'altare dedicato al Sacro Cuore di Gesù con una statua in gesso, la cappella del SS. Crocifisso con la statua in legno di Maria Santissima Addolorata e, sopra il confessionale il quadro ad olio La strage degli innocenti del 1880. Sulla navata laterale destra si trovano invece la cappella di santa Teresa del Bambin Gesù con un olio su tavola del Basile e quella di Padre Pio da Pietrelcina con un dipinto del Militello, la statua in legno di Maria Santissima Incoronata ed infine la cappella di san Giuseppe, con la raffigurazione del santo in olio su tela.
I medaglioni raffiguranti i singoli apostoli arricchiscono la navata centrale insieme ad otto lampadari in ottone che richiamano lo stile della chiesa. Tutte e tre le navate sono state affrescate nel 1955, compresi i tetti stellati. All'ingresso centrale è installata una vetrata decorata lateralmente con le icone di san Mauro e san Placido, santa Geltrude di Nivelles e santa Scolastica tutti legati all'ordine benedettino e al centro gli arcangeli Michele e Gabriele. Al di sopra di esso si erge un'impalcatura metallica con primo e secondo piano: il primo ordine serviva per l'autorità monastica per partecipare alle funzioni sacre, mentre al secondo ordine vi è l'organo risalente al 1800.